# 근접 센서

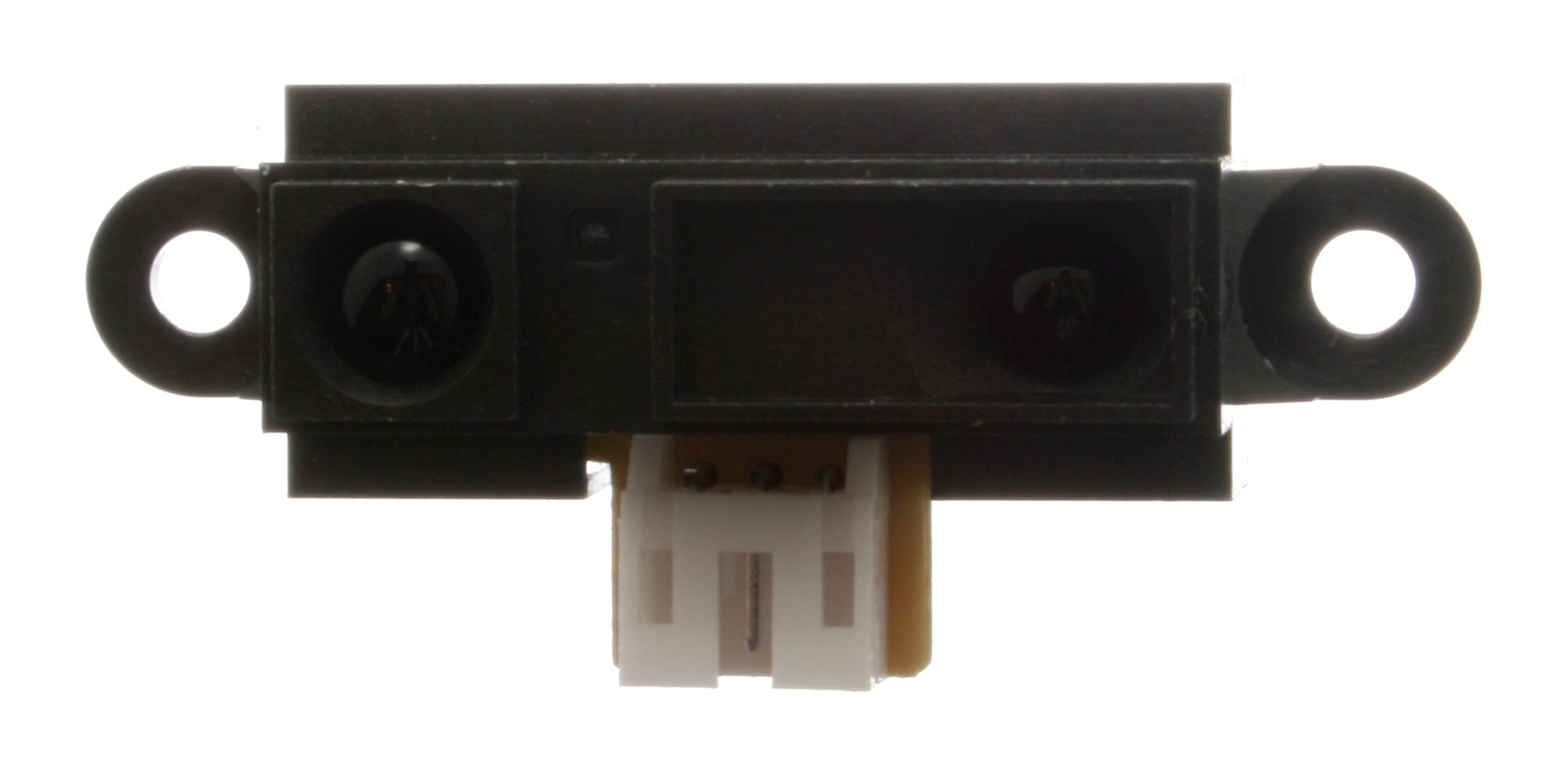
적외선 근접 센서

근접 센서(proximity sensor), 근접각 센서는 물리적 접촉 없이 주변 물체의 존재를 감지할 수 있는 센서이다.
근접 센서는 전자기장이나 전자기파(예: 적외선)을 방출하며 그 전기장과 돌아오는 신호를 찾는다. 감응을 받는 물체는 근접 센서의 대상으로 간주된다. 각기 다른 근접 센서는 각기 다른 센서를 사용한다. 예를 들어 정전식 감응 센서나 광전감지 센서는 플라스틱 형태의 대상에 적합할 수 있다. 유도형 센서는 금속 물질에 적합하다.
근접 센서는 신뢰성이 높으며 장기적인 기능적 수명을 자랑하는데, 이는 센서와 감응을 받는 물체 사이의 물리적 접촉이 없고 기계적 부분이 존재하지 않기 때문이다.
국제전기기술위원회 (IEC) 60947-5-2는 근접 센서의 상세 기술 내용을 정의한다.
초단거리의 근접 센서는 터치 스위치로 사용된다.

## 스마트폰과 태블릿 컴퓨터에서의 사용
근접 센서는 휴대 기기에 흔히 사용된다. 장치가 슬립 모드에서 깨어날 때 근접 센서의 대상이 여전히 장시간 감지되고 있을 경우 센서는 이를 무시하고 장치는 슬립 모드로 되돌아가게 된다. 예를 들어, 휴대 전화의 통화 중에 휴대 전화가 귀에 가까이 있을 때 근접 센서는 우발적인 터치스크린 탭을 감지하는 역할을 수행할 수 있다.

## 센서의 종류
- 정전식
- 정전용량형 변위 센서(Capacitive displacement sensor)
- 도플러 효과 (도플러 효과 기반 센서)
- 유도
- 자기
- 광학
  - 광전감지
  - 광전지
  - 레이저 레인지파인더(LRF)
  - 수동 (예: 전하결합소자)
  - 수동 열적외선
- 레이다
- 전리 방사선 반응
- 소나 (능동/수동)
- 초음파 센서
- 파이버 광학 센서(Fiber optics sensor)
- 홀 센서

## 같이 보기
- 모션 센서
- 거리 이미징